# 多夫勒
多夫勒（挪威語：Dovre）是挪威的一個市镇，位於内陆郡，行政中心为多夫勒村。市镇面积为1,364平方公里，人口数量为2,883人（2004年），人口密度为每平方公里2.13人。